# Interleptomesochra eulitoralis
Interleptomesochra eulitoralis är en kräftdjursart som först beskrevs av Noodt 1952.  Interleptomesochra eulitoralis ingår i släktet Interleptomesochra, och familjen Ameiridae. Arten är reproducerande i Sverige.